# بني زيان (أتسافت)
بني زيان هو دُوَّار يقع بجماعة تسافت، إقليم الدريوش، جهة الشرق في المملكة المغربية. ينتمي الدوّار لمشيخة أتسافت التي تضم 13 دوار. يقدر عدد سكانه بـ 869 نسمة حسب الإحصاء الرسمي للسكان والسكنى لسنة 2004.

## روابط خارجية
- البوابة الوطنية للجماعات الترابية نسخة محفوظة 12 مارس 2018 على موقع واي باك مشين.
- المندوبية السامية للتخطيط